# جامعة طهران
جامعة طهران (بالفارسية: دانشگاه تهران) جامعة حكومية إيرانية تقع في العاصمة طهران. أسست في عام 1934 م.

## تاريخ الجامعة
قبل تاريخ تاسيس الجامعة في 1934, كانت هناك كليات مستقلة مثل كلية الطب التي تاسست في عام 1851 و كلية القانون والعلوم السياسية التي تأسست عام 1899.

## الكليات والأقسام
- كلية اللاهوت
- كلية العلوم (1934)
- كلية الأدب ، الفلسفة والتربية والعلوم
- كلية الطب (1934)
- كلية الصيدلة (1934)
- كلية طب الأسنان (1939)
- كلية الهندسة (فاني) (1942)
- كلية القانون والعلوم السياسية
- كلية الاقتصاد
- كلية الفنون الجميلة (1941)
- كلية الطب البيطري (1943)
- كلية الزراعة (1945)
- كلية الإدارة (1954)
- كلية التعليم (1954)
- كلية الموارد الطبيعية (1963)
- كلية الاقتصاد (1970)
- كلية العلوم الاجتماعية (1972)
- كلية اللغات الأجنبية (1989)
- كلية الدراسات البيئية (1992)
- كلية التربية البدنية
- كلية الجغرافيا (2002)
- كلية برديس فارابي (1966)
- كلية الريادة

## أعلام
- رعنا ازادي ور
- مصطفى خرمدل، عالم دين إيراني.